# Akademické mistrovství světa v orientačním běhu 2008
16. Akademické mistrovství světa v orientačním běhu proběhlo ve Estonsku ve dnech 29. července až 2. srpna 2008. Centrem závodů AMS bylo Tartu.
Závodů se zúčastnilo celkem 221 závodníků (123 mužů a 98 žen) z 28 zemí.

## Program závodů
Program mistrovství světa:
| Den          | Závod         | Centrum závodu |
| ------------ | ------------- | -------------- |
| 30. července | sprint        |                |
| 31. července | klasická trať |                |
| 1. srpna     | krátká trať   |                |
| 2. srpna     | štafety       |                |

## Závod ve sprintu (Sprint)
| Zkrácené výsledky                                                                                    | Zkrácené výsledky                                                                                    | Zkrácené výsledky                                                                                    | Zkrácené výsledky                                                                                    | Zkrácené výsledky                                                                                   | Zkrácené výsledky                                                                                   | Zkrácené výsledky                                                                                   | Zkrácené výsledky                                                                                   |
| Muži                                                                                                 | Muži                                                                                                 | Muži                                                                                                 | Muži                                                                                                 | Ženy                                                                                                | Ženy                                                                                                | Ženy                                                                                                | Ženy                                                                                                |
| --- | --- | --- | --- | --------------------------------------------------------------------------------------------------- | --------------------------------------------------------------------------------------------------- | --------------------------------------------------------------------------------------------------- | --------------------------------------------------------------------------------------------------- |
| - Traťové parametry: 3,1 km, 70 m převýšení, 17 kontrol. - Mapa: 1 : 4 000, E = 2,5 m - 74 závodníků | - Traťové parametry: 3,1 km, 70 m převýšení, 17 kontrol. - Mapa: 1 : 4 000, E = 2,5 m - 74 závodníků | - Traťové parametry: 3,1 km, 70 m převýšení, 17 kontrol. - Mapa: 1 : 4 000, E = 2,5 m - 74 závodníků | - Traťové parametry: 3,1 km, 70 m převýšení, 17 kontrol. - Mapa: 1 : 4 000, E = 2,5 m - 74 závodníků | - Traťové parametry: 2,7 km, 55 m převýšení, 16 kontrol. - Mapa: 1 : 4 000, E = 2,5 m - 69 závodnic | - Traťové parametry: 2,7 km, 55 m převýšení, 16 kontrol. - Mapa: 1 : 4 000, E = 2,5 m - 69 závodnic | - Traťové parametry: 2,7 km, 55 m převýšení, 16 kontrol. - Mapa: 1 : 4 000, E = 2,5 m - 69 závodnic | - Traťové parametry: 2,7 km, 55 m převýšení, 16 kontrol. - Mapa: 1 : 4 000, E = 2,5 m - 69 závodnic |
| Umístění                                                                                             | Jméno                                                                                                | Čas                                                                                                  | Ztráta                                                                                               | Umístění                                                                                            | Jméno                                                                                               | Čas                                                                                                 | Ztráta                                                                                              |
| Zlatá medaile                                                                                        | Tomáš Dlabaja                                                                                        | 13:29                                                                                                | | Zlatá medaile                                                                                       | Seline Stalder                                                                                      | 14:25                                                                                               | |
| Stříbrná medaile                                                                                     | Vesa Taanila                                                                                         | 13:39                                                                                                | +0:10                                                                                                | Stříbrná medaile                                                                                    | Dana Brožková                                                                                       | 14:28                                                                                               | +0:03                                                                                               |
| Bronzová medaile                                                                                     | Scott Fraser                                                                                         | 13:42                                                                                                | +0:13                                                                                                | Bronzová medaile                                                                                    | Esther Gil Brotons                                                                                  | 14:42                                                                                               | +0:17                                                                                               |
| 4 | Fabian Hertner                                                                                       | 13:49                                                                                                | +0:20                                                                                                | 4                                                                                                   | Rahel Friederich                                                                                    | 14:55                                                                                               | +0:30                                                                                               |
| 5 | Lukas Ebneter                                                                                        | 13:49                                                                                                | +0:20                                                                                                | 5                                                                                                   | Bodil Holmström                                                                                     | 14:55                                                                                               | +0:30                                                                                               |
| 6 | Jan Procházka                                                                                        | 13:52                                                                                                | +0:23                                                                                                | 6                                                                                                   | Capucine Vercellotti                                                                                | 15:06                                                                                               | +0:41                                                                                               |

## Závod na klasické trati (Long)
| Zkrácené výsledky                                                                                     | Zkrácené výsledky                                                                                     | Zkrácené výsledky                                                                                     | Zkrácené výsledky                                                                                     | Zkrácené výsledky                                                                                   | Zkrácené výsledky                                                                                   | Zkrácené výsledky                                                                                   | Zkrácené výsledky                                                                                   |
| Muži                                                                                                  | Muži                                                                                                  | Muži                                                                                                  | Muži                                                                                                  | Ženy                                                                                                | Ženy                                                                                                | Ženy                                                                                                | Ženy                                                                                                |
| --- | --- | --- | --- | --------------------------------------------------------------------------------------------------- | --------------------------------------------------------------------------------------------------- | --------------------------------------------------------------------------------------------------- | --------------------------------------------------------------------------------------------------- |
| - Traťové parametry: 13,2 km, 210 m převýšení, 25 kontrol. - Mapa: 1 : 15 000, E = 5 m - 95 závodníků | - Traťové parametry: 13,2 km, 210 m převýšení, 25 kontrol. - Mapa: 1 : 15 000, E = 5 m - 95 závodníků | - Traťové parametry: 13,2 km, 210 m převýšení, 25 kontrol. - Mapa: 1 : 15 000, E = 5 m - 95 závodníků | - Traťové parametry: 13,2 km, 210 m převýšení, 25 kontrol. - Mapa: 1 : 15 000, E = 5 m - 95 závodníků | - Traťové parametry: 9,0 km, 140 m převýšení, 19 kontrol. - Mapa: 1 : 15 000, E = 5 m - 83 závodnic | - Traťové parametry: 9,0 km, 140 m převýšení, 19 kontrol. - Mapa: 1 : 15 000, E = 5 m - 83 závodnic | - Traťové parametry: 9,0 km, 140 m převýšení, 19 kontrol. - Mapa: 1 : 15 000, E = 5 m - 83 závodnic | - Traťové parametry: 9,0 km, 140 m převýšení, 19 kontrol. - Mapa: 1 : 15 000, E = 5 m - 83 závodnic |
| Umístění                                                                                              | Jméno                                                                                                 | Čas                                                                                                   | Ztráta                                                                                                | Umístění                                                                                            | Jméno                                                                                               | Čas                                                                                                 | Ztráta                                                                                              |
| Zlatá medaile                                                                                         | Michal Smola                                                                                          | 1:21:17                                                                                               | | Zlatá medaile                                                                                       | Bodil Holmström                                                                                     | 1:05:37                                                                                             | |
| Stříbrná medaile                                                                                      | Fabian Hertner                                                                                        | 1:23:16                                                                                               | +1:59                                                                                                 | Stříbrná medaile                                                                                    | Una Arama                                                                                           | 1:12:18                                                                                             | +6:41                                                                                               |
| Bronzová medaile                                                                                      | Yury Masnyy                                                                                           | 1:25:13                                                                                               | +3:56                                                                                                 | Bronzová medaile                                                                                    | Heini Wennman                                                                                       | 1:12:38                                                                                             | +7:01                                                                                               |
| 4 | Edgars Bertuks                                                                                        | 1:28:25                                                                                               | +7:08                                                                                                 | 4                                                                                                   | Mhairi Mackenzie                                                                                    | 1:12:54                                                                                             | +7:17                                                                                               |
| 5 | Johan Bäckman                                                                                         | 1:30:29                                                                                               | +9:12                                                                                                 | 5                                                                                                   | Helen Palmer                                                                                        | 1:13:00                                                                                             | +7:23                                                                                               |
| 6 | Markus Puusepp                                                                                        | 1:31:05                                                                                               | +9:48                                                                                                 | 6                                                                                                   | Esther Gil Brotons                                                                                  | 1:13:10                                                                                             | +7:33                                                                                               |

## Závod na krátké trati (Middle)
| Zkrácené výsledky                                                                                   | Zkrácené výsledky                                                                                   | Zkrácené výsledky                                                                                   | Zkrácené výsledky                                                                                   | Zkrácené výsledky                                                                                  | Zkrácené výsledky                                                                                  | Zkrácené výsledky                                                                                  | Zkrácené výsledky                                                                                  |
| Muži                                                                                                | Muži                                                                                                | Muži                                                                                                | Muži                                                                                                | Ženy                                                                                               | Ženy                                                                                               | Ženy                                                                                               | Ženy                                                                                               |
| --------------------------------------------------------------------------------------------------- | --------------------------------------------------------------------------------------------------- | --------------------------------------------------------------------------------------------------- | --------------------------------------------------------------------------------------------------- | -------------------------------------------------------------------------------------------------- | -------------------------------------------------------------------------------------------------- | -------------------------------------------------------------------------------------------------- | -------------------------------------------------------------------------------------------------- |
| - Traťové parametry: 6,2 km, 80 m převýšení, 13 kontrol. - Mapa: 1 : 10 000, E = 5 m - 97 závodníků | - Traťové parametry: 6,2 km, 80 m převýšení, 13 kontrol. - Mapa: 1 : 10 000, E = 5 m - 97 závodníků | - Traťové parametry: 6,2 km, 80 m převýšení, 13 kontrol. - Mapa: 1 : 10 000, E = 5 m - 97 závodníků | - Traťové parametry: 6,2 km, 80 m převýšení, 13 kontrol. - Mapa: 1 : 10 000, E = 5 m - 97 závodníků | - Traťové parametry: 4,9 km, 50 m převýšení, 15 kontrol. - Mapa: 1 : 10 000, E = 5 m - 83 závodnic | - Traťové parametry: 4,9 km, 50 m převýšení, 15 kontrol. - Mapa: 1 : 10 000, E = 5 m - 83 závodnic | - Traťové parametry: 4,9 km, 50 m převýšení, 15 kontrol. - Mapa: 1 : 10 000, E = 5 m - 83 závodnic | - Traťové parametry: 4,9 km, 50 m převýšení, 15 kontrol. - Mapa: 1 : 10 000, E = 5 m - 83 závodnic |
| Umístění                                                                                            | Jméno                                                                                               | Čas                                                                                                 | Ztráta                                                                                              | Umístění                                                                                           | Jméno                                                                                              | Čas                                                                                                | Ztráta                                                                                             |
| Zlatá medaile                                                                                       | Sander Vaher                                                                                        | 33:35                                                                                               | | Zlatá medaile                                                                                      | Bodil Holmström                                                                                    | 34:29                                                                                              | |
| Stříbrná medaile                                                                                    | Michal Smola                                                                                        | 35:39                                                                                               | +2:04                                                                                               | Stříbrná medaile                                                                                   | Dana Brožková                                                                                      | 34:37                                                                                              | +0:08                                                                                              |
| Bronzová medaile                                                                                    | Gernot Kerschbaumer                                                                                 | 36:30                                                                                               | +2:55                                                                                               | Bronzová medaile                                                                                   | Radka Brožková                                                                                     | 36:01                                                                                              | +1:32                                                                                              |
| 4                                                                                                   | Yury Masnyy                                                                                         | 36:37                                                                                               | +3:02                                                                                               | 4                                                                                                  | Una Arama                                                                                          | 36:38                                                                                              | +2:09                                                                                              |
| 5                                                                                                   | Edgars Bertuks                                                                                      | 36:53                                                                                               | +3:18                                                                                               | 5                                                                                                  | Elisa Dresen                                                                                       | 37:17                                                                                              | +2:48                                                                                              |
| 6                                                                                                   | Andreas Rüedlinger                                                                                  | 36:55                                                                                               | +3:20                                                                                               | 6                                                                                                  | Marttiina Joensuu                                                                                  | 37:24                                                                                              | +2:55                                                                                              |

## Závod štafet (Relay)
| Zkrácené výsledky                                            | Zkrácené výsledky                                                       | Zkrácené výsledky                                            | Zkrácené výsledky                                            | Zkrácené výsledky                                            | Zkrácené výsledky                                                                     | Zkrácené výsledky                                            | Zkrácené výsledky                                            |
| Muži                                                         | Muži                                                                    | Muži                                                         | Muži                                                         | Ženy                                                         | Ženy                                                                                  | Ženy                                                         | Ženy                                                         |
| ------------------------------------------------------------ | ----------------------------------------------------------------------- | ------------------------------------------------------------ | ------------------------------------------------------------ | ------------------------------------------------------------ | ------------------------------------------------------------------------------------- | ------------------------------------------------------------ | ------------------------------------------------------------ |
| - Traťové parametry: - Mapa: 1 : 10 000, E = 5 m - 24 štafet | - Traťové parametry: - Mapa: 1 : 10 000, E = 5 m - 24 štafet            | - Traťové parametry: - Mapa: 1 : 10 000, E = 5 m - 24 štafet | - Traťové parametry: - Mapa: 1 : 10 000, E = 5 m - 24 štafet | - Traťové parametry: - Mapa: 1 : 10 000, E = 5 m - 15 štafet | - Traťové parametry: - Mapa: 1 : 10 000, E = 5 m - 15 štafet                          | - Traťové parametry: - Mapa: 1 : 10 000, E = 5 m - 15 štafet | - Traťové parametry: - Mapa: 1 : 10 000, E = 5 m - 15 štafet |
| Umístění                                                     | Jméno                                                                   | Čas                                                          | Ztráta                                                       | Umístění                                                     | Jméno                                                                                 | Čas                                                          | Ztráta                                                       |
| Zlatá medaile                                                | Švédsko Hammarberg Emil Andersson Thorsson Jakob Lööf                   | 2:42:50                                                      |                                                              | Zlatá medaile                                                | Finsko Laura Hokka Heini Wennman Marttiina Joensuu Bodil Holmström                    | 2:11:09                                                      |                                                              |
| Stříbrná medaile                                             | Estonsko Timmo Tammemäe Sander Vaher Peeter Pihl Markus Puusepp         | 2:43:03                                                      | +0:13                                                        | Stříbrná medaile                                             | Česko Jana Panchártková Radka Brožková Iveta Duchová Dana Brožková                    | 2:12:31                                                      | +1:22                                                        |
| Bronzová medaile                                             | Maďarsko András Szabó Zsolt Lenkei Máté Kristóf Kerényi Ádám Kovács     | 2:45:22                                                      | +2:32                                                        | Bronzová medaile                                             | Litva Kristina Rybakovaite Indre Valaite Gabija Razaityte Rasa Ptašekaite             | 2:12:34                                                      | +1:25                                                        |
| 4                                                            | Rusko Denis Grishman Yury Masnyy Dmitry Masnyy Alexey Sidorov           | 2:46:16                                                      | +3:26                                                        | 4                                                            | Francie Mélanie D‘Harreville Karine D‘Harreville Amélie Chataing Capucine Vercellotti | 2:13:00                                                      | +1:51                                                        |
| 5                                                            | Česko Jan Procházka Tomáš Dlabaja Jan Šedivý Michal Smola               | 2:48:28                                                      | +5:38                                                        | 5                                                            | Švýcarsko Sara Würmli Rahel Friederich Sara Lüscher Seline Stalder                    | 2:17:10                                                      | +6:01                                                        |
| 6                                                            | Švýcarsko Dominik Koch Andreas Rüedlinger Andreas Müller Fabian Hertner | 2:48:55                                                      | +6:05                                                        | 6                                                            | Lotyšsko Una Arama Kristine Kokina Krista Mihailova Liene Bruvele                     | 2:23:01                                                      | +11:52                                                       |

## Medailové pořadí podle zemí
Pořadí zúčastněných zemí podle získaných medailí v jednotlivých závodech mistrovství (tzv. olympijského hodnocení).
| Medailové pořadí podle zemí | Medailové pořadí podle zemí | Medailové pořadí podle zemí | Medailové pořadí podle zemí | Medailové pořadí podle zemí | Medailové pořadí podle zemí |
| Pořadí                      | Stát                        | Zlatá medaile               | Stříbrná medaile            | Bronzová medaile            | Celkem                      |
| --------------------------- | --------------------------- | --------------------------- | --------------------------- | --------------------------- | --------------------------- |
| 1                           | Finsko                      | 3                           | 1                           | 1                           | 5                           |
| 2                           | Česko                       | 2                           | 4                           | 1                           | 7                           |
| 3                           | Švýcarsko                   | 1                           | 1                           |                             | 2                           |
| 3                           | Estonsko                    | 1                           | 1                           |                             | 2                           |
| 5                           | Švédsko                     | 1                           |                             |                             | 1                           |
| 6                           | Lotyšsko                    |                             | 1                           |                             | 1                           |
| 7                           | Rusko                       |                             |                             | 1                           | 1                           |
| 7                           | Litva                       |                             |                             | 1                           | 1                           |
| 7                           | Maďarsko                    |                             |                             | 1                           | 1                           |
| 7                           | Spojené království          |                             |                             | 1                           | 1                           |
| 7                           | Španělsko                   |                             |                             | 1                           | 1                           |
| 7                           | Rakousko                    |                             |                             | 1                           | 1                           |

## Česká reprezentace na AMS
Česko reprezentovalo 6 mužů a 5 žen.
| Přehled umístění českých reprezentantů | Přehled umístění českých reprezentantů | Přehled umístění českých reprezentantů | Přehled umístění českých reprezentantů | Přehled umístění českých reprezentantů | Přehled umístění českých reprezentantů |
| Kategorie                              | Jméno                                  | Klasika                                | Krátká                                 | Sprint                                 | Štafety                                |
| -------------------------------------- | -------------------------------------- | -------------------------------------- | -------------------------------------- | -------------------------------------- | -------------------------------------- |
| Ženy                                   | Dana Brožková                          | 7. místo                               | 2. místo                               | 2. místo                               | 2. místo                               |
| Ženy                                   | Radka Brožková                         | 27. místo                              | 3. místo                               | 10. místo                              | 2. místo                               |
| Ženy                                   | Iveta Duchová                          | X                                      | 34. místo                              | 8. místo                               | 2. místo                               |
| Ženy                                   | Kristýna Kovářová                      | 24. místo                              | 13. místo                              | X                                      | X                                      |
| Ženy                                   | Jana Panchártková                      | 8. místo                               | X                                      | X                                      | 2. místo                               |
| Muži                                   | Tomáš Dlabaja                          | 21. místo                              | X                                      | 1. místo                               | 5. místo                               |
| Muži                                   | Štěpán Kodeda                          | 14. místo                              | X                                      | 15. místo                              | X                                      |
| Muži                                   | Osvald Kozák                           | 10. místo                              | 43. místo                              | X                                      | X                                      |
| Muži                                   | Jan Procházka                          | X                                      | 31. místo                              | 6. místo                               | 5. místo                               |
| Muži                                   | Michal Smola                           | 1. místo                               | 2. místo                               | X                                      | 5. místo                               |
| Muži                                   | Jan Šedivý                             | X                                      | 17. místo                              | X                                      | 5. místo                               |